# Manuel Rigoberto Paredes Iturri
Manuel Rigoberto Paredes Iturri (Puerto Carabuco, Província de Eliodoro Camacho, 1870 – La Paz, 17 de maio de 1951) foi um folclorista, etnógrafo, historiador, ensaísta e político boliviano.
Nascido em Carabuco, uma pequena cidade da província de Camacho, no Departamento de La Paz, Rigoberto Paredes era filho do advogado  Manuel Silvestre Paredes e neto de Apolinar Paredes Siñani, o qual foi reconhecido pela Audiência de  Charcas como um importante chefe indígena (mallku) de Carabuco. Sua mãe, Ubaldina Iturri de Miranda, era filha de Pedro José Iturri, médico e escritor, e de  Gregoria de
Miranda. Casou-se por duas vezes: a primeira, com Trifonia Bernal, de quem não teve filhos; a segunda, em 1914, com Haydeé Candia Torrico, com quem gerou numerosa descendência.
Sua aparência física era a de um criollo, com acentuados traços aymaras. Segundo seu biógrafo, o sociólogo e escritor boliviano José Antonio Arze, Paredes sempre teve orgulho de sus ascendência indígena.
Formado em Direito (1894) pela UMSA, foi deputado em várias legislaturas, tendo sido presidente  da Câmara de seu país, entre 1921 e 1922. Foi também membro da Corte Suprema de Justiça (1936-1941) e Ministro de Fomento e Comunicações (1929-1930) da Bolívia.
Membro da Sociedade Geográfica de La Paz  e da Academia Boliviana de História, Paredes foi um dos ensaístas sociológicos mais importantes da sua geração e um  dos precursores do estudo do folclore andino e particularmente dos estudos do folclore na Bolívia.
Seu livro Mitos, supersticiones y supervivencias populares de Bolivia, de 1920, é a maior recompilação de manifestações indígenas relacionadas com danças, música, poesia popular e costumes  de seu tempo, recolhidas pelo autor "para que não sejam esquecidas [...] sobretudo para que a nova maneira de ser das atuais sociedades, que amam o exótico e detestam, ou pelo menos rejeitam o vernacular, não contribua para seu desaparecimento".
Rigoberto Paredes morreu na cidade de La Paz, em 1950 (ou 1951), em consequência de uma uremia.

## Obras[6]

### Publicadas
- 1898 - Datos para la historia del arte tipográfico en la Paz. La Paz, Litografía Americana.
- 1898 - Monografía de la Provincia de Muñecas. In Boletín de la Sociedad Geográfica de La Paz", n° 1 e n° 2. La Paz, Imp. y Litografía Boliviana.
- 1899 - La elección de convencional en la Provincia de Muñecas (Fraudes de la Mesa Escrutadora de Mocomoco). La Paz, Imp. y Litografía Boliviana de R. Richter.
- 1906 - Provincia de Inquisivi. Estudios geográficos, estadísticos y sociales. La Paz, Tall. Tip.-Lit. de J. M. Gamarra, 238 p.
- 1908 - Política Parlamentaria (lª ed. 1908; 2ª 1909; 3ª, 1911).
- 1909 - Relaciones Históricas. Juan Cordero, la primera víctima de la revolución del 16 de Julio de 1809. La Paz, Imp. "El Tiempo".
- 1909 - Relaciones Históricas.  El General don José Ballivián antes de Ingavi. Oruro. Imp. 61 p.
- 1910 - Descripción de la Provincia de Sicasica. In Boletín de la Oficina Nacional de Estadística. La Paz, n° 61, n°62 e n° 63.
- 1911 - Descripción de la Provincia del Cercado. (En "Boletín de la Oficina Nacional

de Estadística". Nos. 58, 59, 60, 61, 62 y 63).
- 1912 - Relaciones históricas: Matanzas del 28 de Septiembre de 1814. La conspiración del Coronel Castro y la expedición de don Juan Ramírez a La Paz , en 1814. Las represalias de Ricafort. La republiqueta de Larecaja. Imp. "Eden", Oruro.
- 1913 - El arte en la Altiplanicie. La Paz, Gamarra, 72 p.
- 1914 - La Altiplanicie. Descripción de la Provincia Omasuyus. La Paz, Ismael Argote, 74 p.
- 1916 - El Kollasuyo. Estudios históricos y tradicionales. La Paz, Ismael Argote.
- 1917 - Relaciones históricas: Régimen colonial en el Distrito de la Audiencia de los Charcas. La Paz, Ismael Argote, 236 p.
- 1920 - Mitos, supersticiones y supervivencias populares de Bolivia. La Paz, Imp. Artística. Arnó Hnos. Libreros Editores.  2ª ed.: La Paz, 1936, Atenea.
- 1923 - "Carta política confidencial dirigida por don M. Rigoberto Paredes a don Bautista Saavedra". Antofagasta, Imp. Skarnic, 11 p.
- 1924 - El Gobierno de don Bautista Saavedr8. Anotaciones históricas. Santiago de Chile, Imp. Universitaria, 126 p.
- 1931 - Descripción de la Provincia de Pacajes. In Boletín de la Sociedad Geográfica de

La Paz, n° 59 e n° 60.
- "Lo pasional en la historia de Bolivia: Ballivián y Belzu"; p. 76-91. Kollasuyo - Revista de Estudios Bolivianos, n° 40. Ano V. Maio de 1942.[8]
- El General Mariano Melgarejo y su tiempo. Fragmentariamente publicada na revista Kollasuyo, números 58 (janeiro - fevereiro, 1945), 59 (março-abril, 1945), 61 (julho-agosto, 1945) e 62 (setembro-dezembro, 1945).  Melgarejo y su tiempo y otros estudios históricos (ed. póstuma, 1962)[8]
- 1949 - El Arte Folklórico de Bolivia (edição póstuma, a cargo de seu filho, Hernán Paredes Candia.

2ª edición de El Arte en la Altiplanicie, 1913). La Paz, Gamarra, 156 p.
- 1955
  - La Paz y la Provincia El Cercado (edição póstuma, a cargo de seu filho, Antonio Paredes Candia;  2ª edição de Descripción de la Provincia del Cercado, de 1911). La Paz, Editorial Centenario.
  - Don José Rosendo Gutiérrez
- El Altiplano  (Estudio de la geografía, la flora y la fauna, y de la psico-sociología del hombre del altiplano).
- La fundación de Bolivia y otros estudios históricos (1964)
- 1965
  - Tiahuanaco y la Provincia de Ingavi [1914]
  - La Altiplanicie - Anotaciones etnográficas, geográficas y sociales de la comunidad aymara (edição póstuma)
- La altiplanicie - Estudio de la geografía, la fIora y la fauna y la psico-sociología del hombre del Altiplano (edição póstuma)
- Trajes y armas indígenas
- Los Siñani - Tradiciones y Crónicas del pueblo de Carabuco (edição póstuma, 1968)

### Inéditas
- Gramática y Vocabulario Aymara.
- Diccionario aymara - castellano - francés (com Belisario Díaz Romero).
- Biografía de Tupaj -Katarí
- Biografía de Manuel de la Cruz Méndez
- Biografía de Germán Busch